# Anquela del Ducado
Anquela del Ducado é um município da Espanha na província de Guadalajara, comunidade autónoma de Castilla-La Mancha, de área 25,76 km² com população de 88 habitantes (2004) e densidade populacional de 3,42 hab./km².

## Demografia
| Variação demográfica do município entre 1991 e 2004 | Variação demográfica do município entre 1991 e 2004 | Variação demográfica do município entre 1991 e 2004 | Variação demográfica do município entre 1991 e 2004 |
| --------------------------------------------------- | --------------------------------------------------- | --------------------------------------------------- | --------------------------------------------------- |
| 1991                                                | 1996                                                | 2001                                                | 2004                                                |
| 80                                                  | 89                                                  | 86                                                  | 88                                                  |